# 松本章男
松本 章男（まつもと あきお、1931年7月16日 - ）は、日本の作家、随筆家。

## 概要
京都市生まれ。京都大学文学部仏文科卒業。元人文書院取締役編集長。京都の地誌、古典などに関する随筆、小説を執筆する。
2008年、『西行 その歌　その生涯』で第17回やまなし文学賞受賞。

## 著書
- 『京の裏道 1 (洛東)』1976 平凡社カラー新書
- 『京の裏道 2 (洛北)』1977 平凡社カラー新書
- 『京の裏道 3 (洛西)』1977 平凡社カラー新書
- 『京の裏道 4 (洛南)』1978 平凡社カラー新書
- 『京の裏道 5 (洛中)』1978 平凡社カラー新書
- 『四季の京ごころ』筑摩書房 1981 京都書院 1991
- 『京都の阿弥陀如来』世界聖典刊行協会 パープル叢書 1982
- 『京の裏道』平凡社 1983
- 『京都うたごよみ』集英社 1987
- 『京の手わざ 匠たちの絵模様』石元泰博写真 学芸書林 1988
- 『京都で食べる京都に生きる』新潮社 1988
- 『小説琵琶湖疏水』京都書院 1990
- 『メジロの玉三郎』かもがわ出版 1990
- 『京都百人一首』大月書店 1992
- 『美しき内なる京都』有学書林 1994
- 『親鸞の生涯』大法輪閣 1995 のち学研M文庫
- 『京料理花伝』京都新聞社 1996
- 『古都世界遺産散策』京都新聞社 1997
- 『花鳥風月百人一首』京都新聞社 1997
- 『法然の生涯』大法輪閣 1998
- 『京の恋歌王朝の婉』京都新聞社 1998
- 『京の恋歌近代の彩』京都新聞社 1999
- 『京都花の道をあるく』1999 集英社新書
- 『新釈平家物語』集英社 2002
- 『京都春夏秋冬』光村推古書院 2003
- 『西国観音霊場・新紀行』大法輪閣, 2004
- 『道元の和歌 春は花夏ほととぎす』2005 中公新書
- 『西行 その歌その生涯』平凡社, 2008
- 『後鳥羽院 歌帝』平凡社 2009
- 『業平ものがたり 『伊勢物語』の謎を読み解く』平凡社 2010
- 『和歌で愛しむ日本の秋冬』新潮社 2014
- 『和歌で感じる日本の春夏』新潮社 2014
- 『恋うた 百歌繚乱 万葉から江戸末期まで、浮かびくる恋のあかし-和歌秀詠アンソロジー』紅書房 2017
- 『心うた 百歌清韻 万葉から江戸末期まで、聞こえくる心のひびき-和歌秀詠アンソロジー』紅書房 2017

## 参考
- http://bookweb.kinokuniya.co.jp/htm/4582834345.html